# 번데기

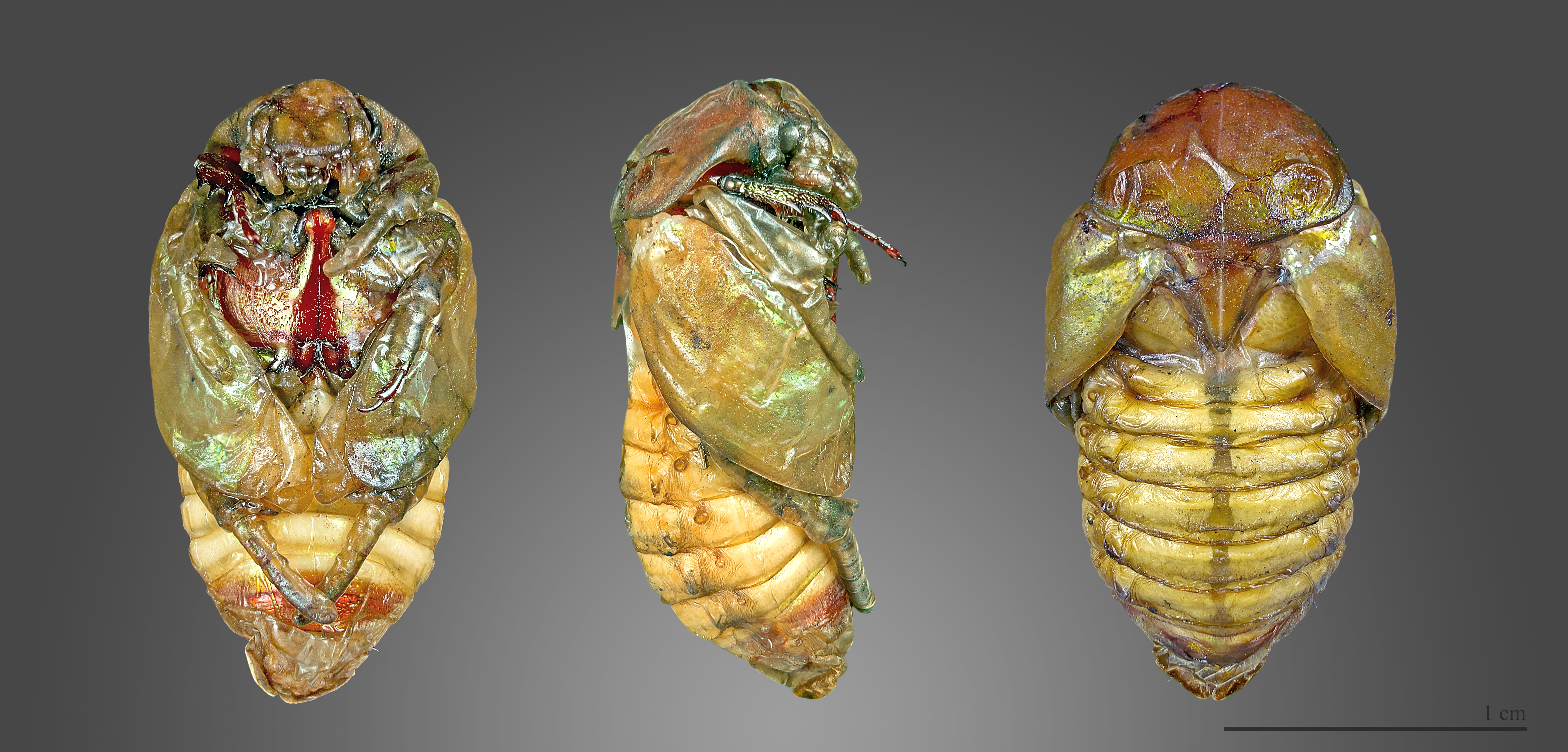
장미풍뎅이(Cetonia aurata) 번데기

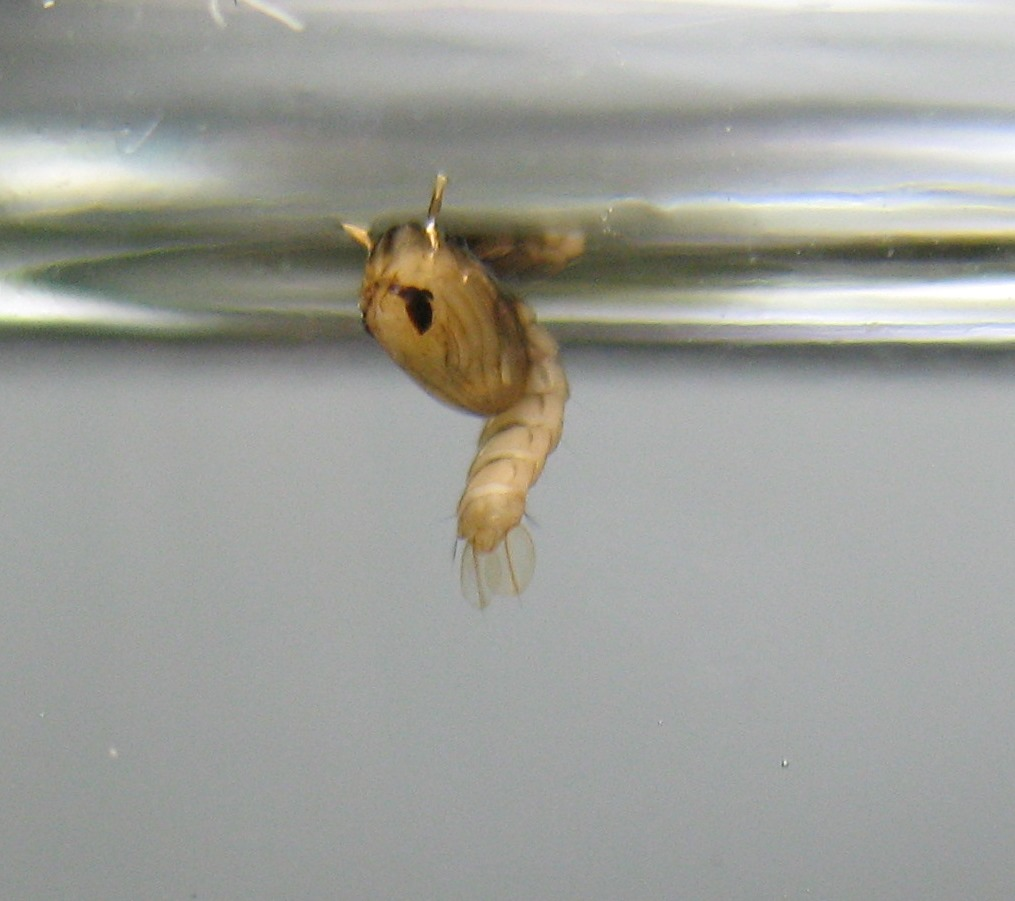
모기의 텀블러(번데기). 대부분의 번데기와 달리, 텀블러는 활발하게 헤엄쳐 다닐 수 있다.

번데기(蛹)는 일부 곤충이 미성숙 단계에서 성숙 단계로 변태하는 생활 단계이다. 번데기 단계를 거치는 곤충은 완전변태: 알, 유생, 번데기, 어른벌레의 네 가지 뚜렷한 생활 주기를 거친다. 번데기 단계에 진입하고 완료하는 과정은 곤충의 호르몬, 특히 유충호르몬, 전흉선자극호르몬, 엑디손에 의해 조절된다. 번데기가 되는 행위를 번데기화라고 부르며, 번데기 껍질에서 나오는 행위를 우화 또는 출현이라고 한다.
곤충의 다른 그룹의 번데기는 번데기집은 나비 번데기에, 텀블러는 모기과 번데기에 사용되는 등 다른 이름을 가지고 있다. 번데기는 또한 고치, 둥지, 또는 껍질과 같은 다른 구조물에 둘러싸여 있을 수 있다.

## 생활 주기에서의 위치
번데기 단계는 완전 변태를 하는 곤충에서 유생 단계를 따르거나, 일부 경우 전번데기 단계를 따르며, 어른벌레(어른벌레) 단계에 선행한다. 번데기는 먹이를 먹지 않는, 일반적으로 고착성 단계이거나, 모기와 같이 매우 활동적인 단계이다. 번데기 단계에서 유생 구조는 분해되고 곤충의 성충 구조가 형성된다. 성충 구조는 상상원반에서 자라난다.

### 기간
번데기 단계는 온도와 곤충 종에 따라 몇 주, 몇 달, 심지어 몇 년까지 지속될 수 있다. 예를 들어, 제왕나비의 번데기 단계는 8일에서 15일 동안 지속된다. 번데기는 성충 곤충으로 우화하기에 적절한 계절이 올 때까지 휴면 또는 휴면 상태에 들어갈 수 있다. 온대기후에서는 번데기가 일반적으로 겨울 동안 휴면 상태를 유지하는 반면, 열대 지역에서는 번데기가 일반적으로 건기 동안 그렇게 한다.

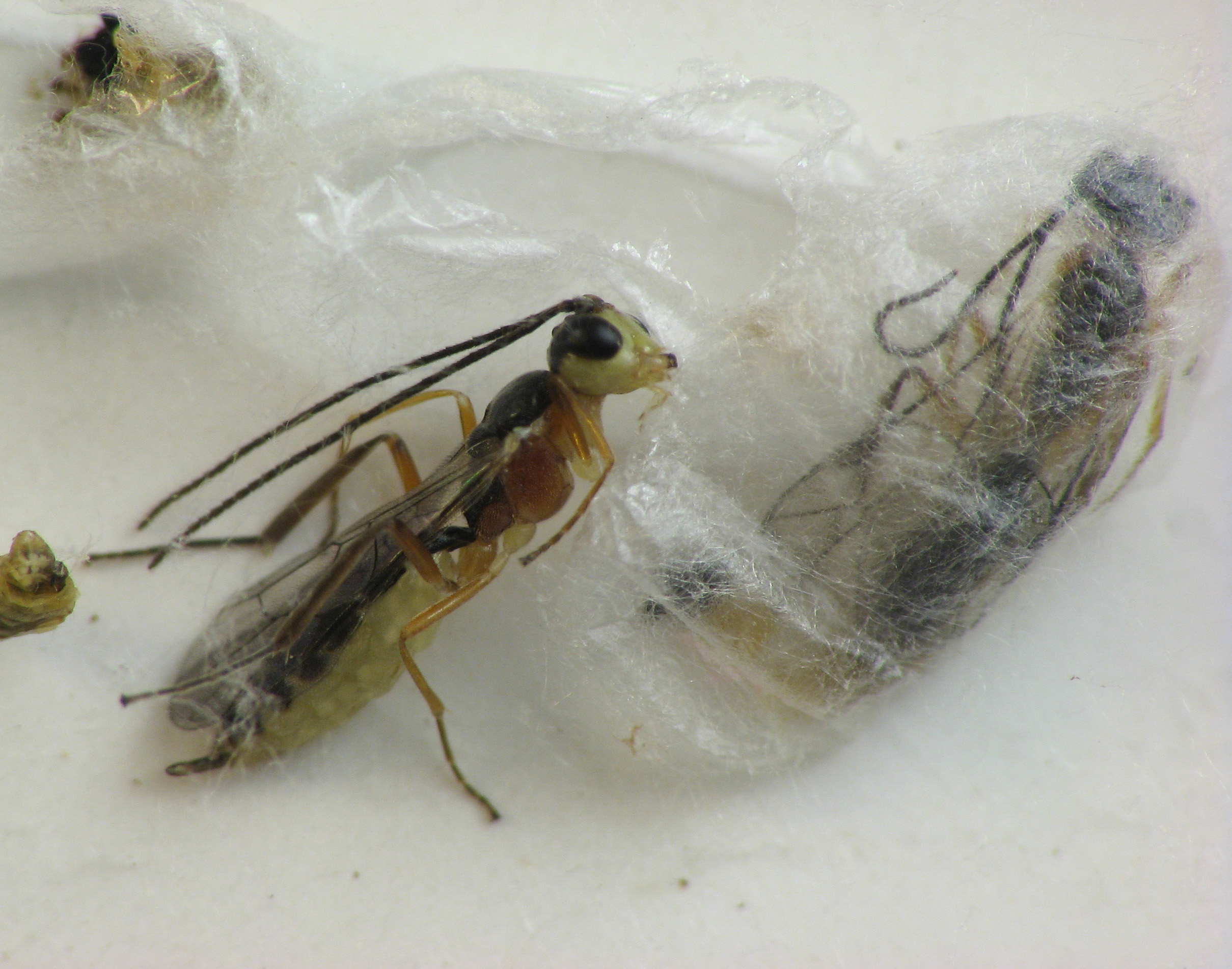
Hercus fontinalis 성충이 고치에서 나오는 모습

### 우화
곤충은 번데기 껍질을 찢고 번데기에서 나온다. 대부분의 나비는 아침에 우화한다. 모기의 경우, 저녁이나 밤에 우화한다. 벼룩의 경우, 적절한 숙주의 존재를 나타내는 진동에 의해 과정이 촉발된다. 우화하기 전에 번데기 외골격 내의 성충은 전번데기(pharate)라고 불린다. 전번데기 성충이 번데기에서 우화하면 빈 번데기 외골격은 탈피각이라고 불린다. 대부분의 벌목 곤충(개미, 벌, 말벌)에서 탈피각은 너무 얇고 막 같아서 벗겨질 때 "구겨진다". 이 우화 시기를 측정하는 것은 많은 종에서 이 과정이 일주기성 시계에 의해 조절되기 때문에 시간 생물학자들에게 흥미로운 일이며, 우화 시기를 측정하기 위해 다양한 우화 분석이 필요하다.

### 번데기 짝짓기

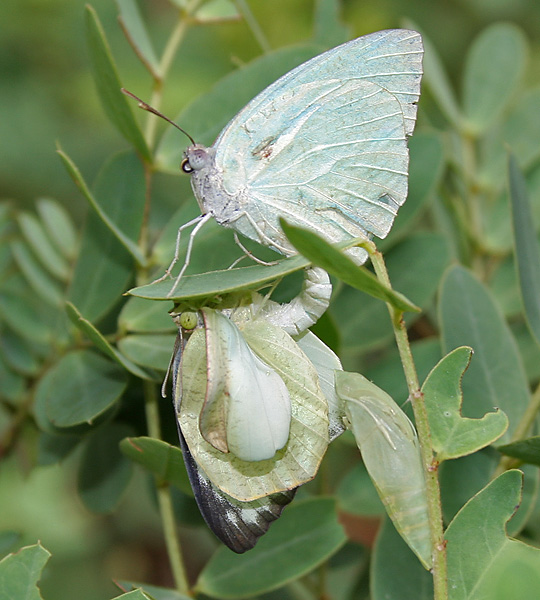
갓 우화한 암컷과의 수컷 카톱실리아 피란테의 짝짓기.

몇몇 나비목 분류군, 특히 헬리코니우스속에서는 번데기 짝짓기가 번식 전략의 극단적인 형태인데, 수컷 성충이 막 우화하려는 암컷 번데기 또는 갓 탈피한 암컷과 짝짓기한다. 이는 다른 수컷의 접근을 막기 위해 암컷의 생식기에 교미마개를 씌우거나, 혐오 페로몬을 분비하는 등의 행동을 동반한다.

## 방어
번데기는 일반적으로 움직이지 못하며 거의 무방비 상태이다. 이를 극복하기 위해 번데기는 종종 고치로 덮여 있거나, 환경에 숨거나, 땅속에 형성된다. 일부 부전나비과 나비 종은 번데기 단계에서 개미에 의해 보호받는다. 다른 종의 번데기가 사용하는 또 다른 방어 수단은 잠재적 포식자를 겁주기 위해 소리나 진동을 낼 수 있는 능력이다. 몇몇 종은 독성 분비물을 포함한 화학적 방어를 사용한다. 사회성 벌목 곤충의 번데기는 벌집의 성충 구성원에 의해 보호받는다.

## 유형
고치나 번데기 껍질에서 탈출할 때 사용되는 관절형 아래턱뼈의 유무에 따라 번데기는 두 가지 유형으로 분류할 수 있다.
- 탈악식 번데기(Decticous pupa) – 관절형 아래턱뼈를 가진 번데기. 풀잠자리목, 밑들이목, 날도래목 및 일부 나비목 과의 번데기가 예시이다.
- 불탈악식 번데기(Adecticous pupa) – 관절형 아래턱뼈가 없는 번데기. 부채벌레목, 딱정벌레목, 벌목, 파리목, 벼룩목이 예시이다.

번데기 부속물이 몸에 자유롭게 붙어 있는지 또는 부착되어 있는지에 따라 번데기는 세 가지 유형 중 하나로 분류될 수 있다.
- 노출 번데기(Exarate pupa) – 부속기가 자유롭고 일반적으로 고치 안에 싸여 있지 않다. 탈악식 번데기는 항상 노출 번데기이며, 일부 불탈악식 번데기도 마찬가지이다. (풀잠자리목, 날도래목, 파리목의 환봉아목, 벼룩목, 대부분의 딱정벌레목, 벌목, 일부 나비목).
- 피복 번데기(Obtect pupa) – 부속기가 몸에 밀착되어 있으며 일반적으로 고치 안에 싸여 있다. 일부 불탈악식 번데기는 피복 형태이다. (대부분의 나비목, 파리목의 긴뿔파리류 및 모기아목, 반날개과 및 잎벌레과 딱정벌레, 많은 넓적벌과 벌목).
- 피용 번데기(Coarctate pupa) – 마지막 유충 단계의 경화된 외피 안에 싸여 있으며, 이를 번데기집이라고 한다. 그러나 번데기 자체는 노출 불탈악식 번데기 형태이다. (파리목의 환봉아목).

## 번데기집

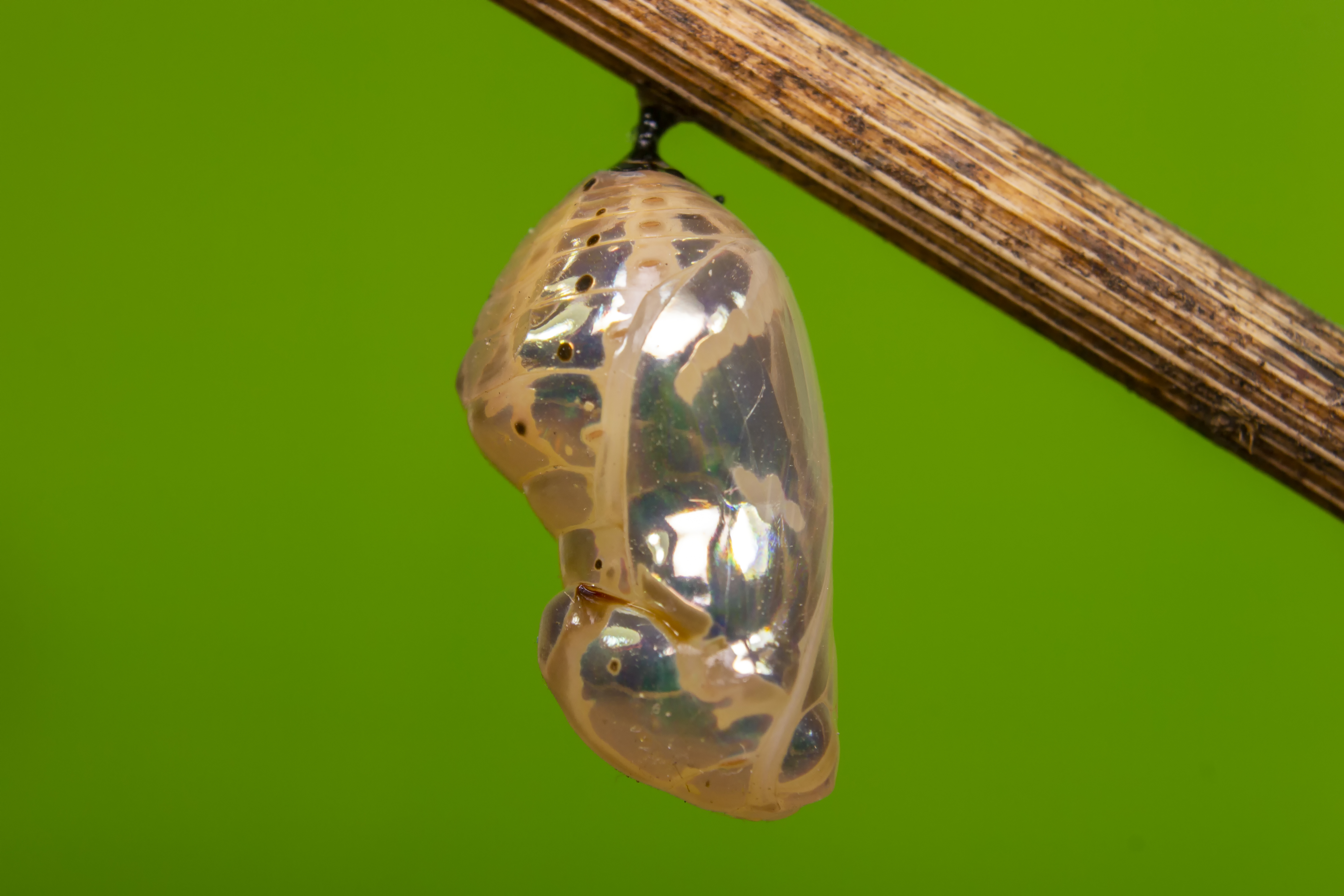
일반 까마귀나비(Euploea core)의 번데기집은 이 용어의 고대 그리스어 유래를 보여준다: χρυσός (chrysós)는 금을 뜻한다.

번데기집(라틴어: chrysallis, 고대 그리스어: χρυσαλλίς, chrysallís에서 유래, 복수형: chrysalides, 또한 아우렐리아로 알려짐) 또는 님프는 나비의 번데기 단계이다. 이 용어는 많은 나비의 번데기에서 발견되는 금속성-황금색에서 유래했으며, 고대 그리스어 용어 χρυσός (chrysós)는 금을 뜻한다.
모충이 완전히 자라면, 잎이나 잔가지에 몸을 고정하는 데 사용하는 견섬유 단추를 만든다. 그리고 나서 모충의 껍질이 마지막으로 벗겨진다. 이 낡은 껍질 아래에는 번데기집이라고 불리는 단단한 껍질이 있다.
번데기집은 종종 화려하고 개방된 곳에서 형성되기 때문에 번데기의 가장 친숙한 예시이다. 대부분의 번데기집은 모충이 만든 견섬유 패드의 벨크로와 같은 배열에 의해 표면에 부착되며, 보통 앉은 자리 아래에 고정되고, 번데기집 후미 또는 번데기 배 끝의 크레마스터에서 튀어나온 크레마스터 고리 또는 고리에 의해 모충이 견섬유 패드에 고정된다. (Gr. kremastos '매달린')
다른 유형의 번데기와 마찬가지로, 대부분의 나비의 번데기 단계는 움직임이 거의 없는 단계이다. 그러나 일부 나비 번데기는 복부 분절을 움직여 소리를 내거나 잠재적 포식자를 쫓아낼 수 있다. 번데기 내부에서 성장과 분화가 일어난다. 성충 나비는 이 안에서 우화하여 혈림프를 날개 혈관으로 보내 날개를 확장시킨다. 번데기에서 어른벌레로의 이 갑작스럽고 빠른 변화를 종종 변태라고 부르지만, 변태는 실제로 곤충이 알에서 성충이 되기까지 겪는 모든 변화의 연속이다.
우화할 때, 나비는 때때로 고치 효소라고 불리는 액체를 사용하여 번데기집의 껍질을 부드럽게 한다. 또한, 앞날개 기부의 두꺼운 관절에 위치한 두 개의 날카로운 발톱을 사용하여 길을 열고 나온다. 번데기집에서 나온 나비는 날개를 펴고 굳히기 위해 보통 빈 껍질 위에 앉아 있을 것이다. 그러나 번데기집이 땅 근처에 있었다면(예를 들어, 견섬유 패드에서 떨어져 나갔다면), 나비는 다른 수직 표면(예: 벽 또는 울타리)을 찾아 그 위에 앉아 날개를 굳힐 것이다.
나방 번데기는 보통 어두운 색이며 지하 세포에 형성되거나, 흙 속에 느슨하게 놓여 있거나, 번데기가 고치라고 불리는 보호용 견섬유 껍질 안에 들어 있다. 말벌나방과 같은 일부 종의 번데기는 바깥쪽에 관리선이라고 불리는 날카로운 능선을 발달시켜 성충이 우화할 때 나무 줄기 내부의 은신처에서 번데기가 움직일 수 있도록 한다.
번데기, 번데기집, 고치는 자주 혼동되지만, 서로 매우 다르다. 번데기는 유생 단계와 성충 단계 사이의 단계이다. 번데기집은 일반적으로 나비 번데기를 가리키지만, 털날개나방과와 일부 자나방과 나방처럼 번데기가 번데기집을 닮은 나방도 있으므로 오해의 소지가 있을 수 있다. 고치는 나방의 유생과 때로는 다른 곤충이 번데기를 보호하기 위해 실로 엮어 만든 껍질이다.

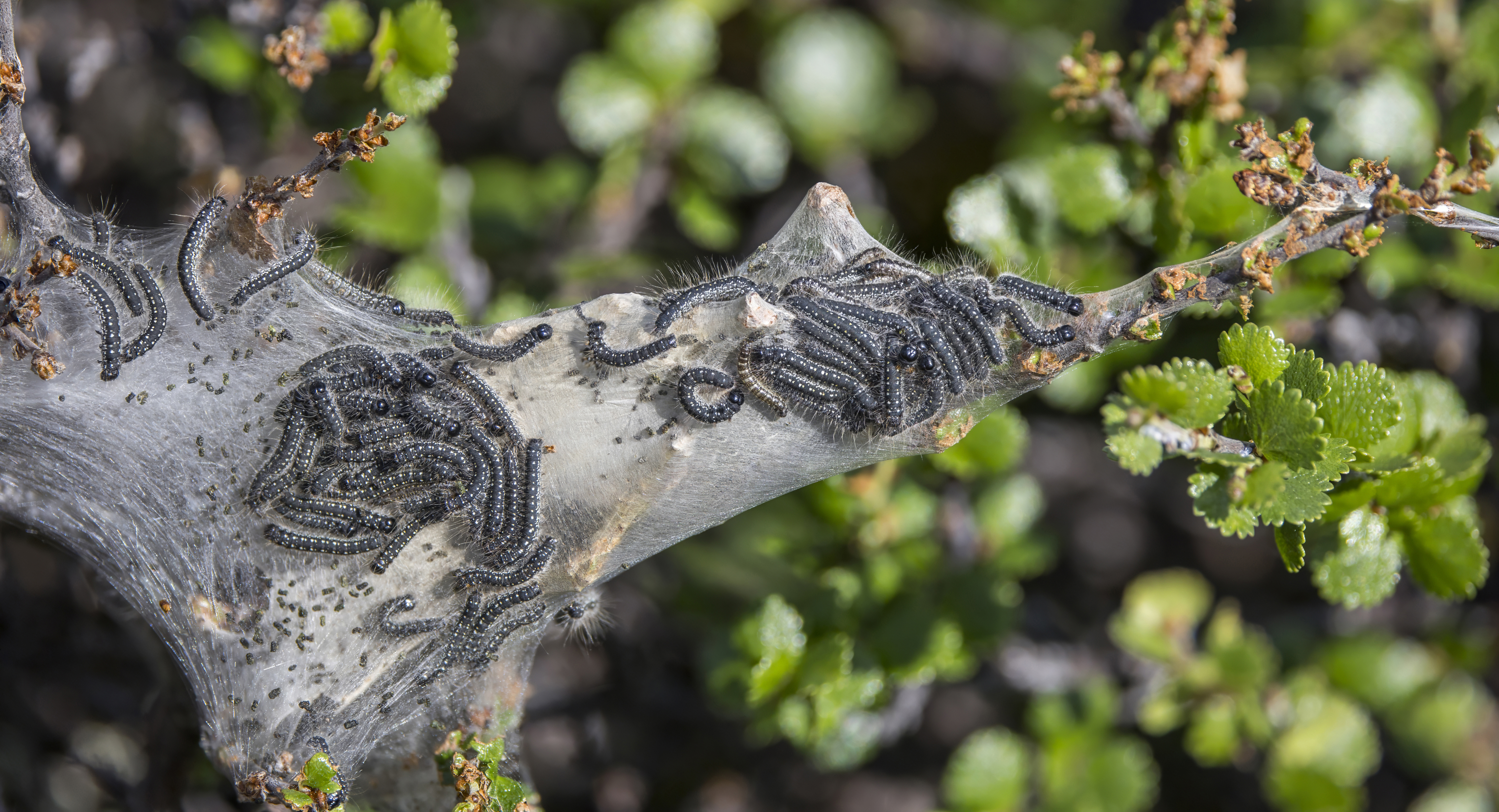
왜소 자작나무 꼬마방패벌레 나방(Eriogaster arbusculae) 고치

고치는 많은 나방과 모충을 포함한 수많은 다른 완전변태 곤충 유생이 번데기를 보호하기 위해 견섬유로 잣는 껍질이다.
고치는 그것을 만드는 곤충 유생의 종류에 따라 단단하거나 부드러울 수 있고, 불투명하거나 반투명할 수 있으며, 단단하거나 그물처럼 생겼을 수 있고, 다양한 색깔을 띠거나 여러 겹으로 구성될 수 있다. 많은 나방 모충은 유충 털(강모)을 벗고 그것을 고치에 통합한다. 만약 이들이 쐐기털이라면 고치 또한 만졌을 때 자극적이다. 일부 유생은 포식자로부터 고치를 위장하기 위해 작은 잔가지, 배설물 알갱이 또는 식물 조각을 고치 바깥쪽에 붙인다. 다른 유생들은 잎 밑면, 틈새, 나무 줄기 밑동 근처, 나뭇가지에 매달리거나 낙엽층에 숨겨진 은폐된 장소에 고치를 만든다. 일반적인 믿음과는 달리, 유생은 고치 안에서 완전히 액화되지 않는다.

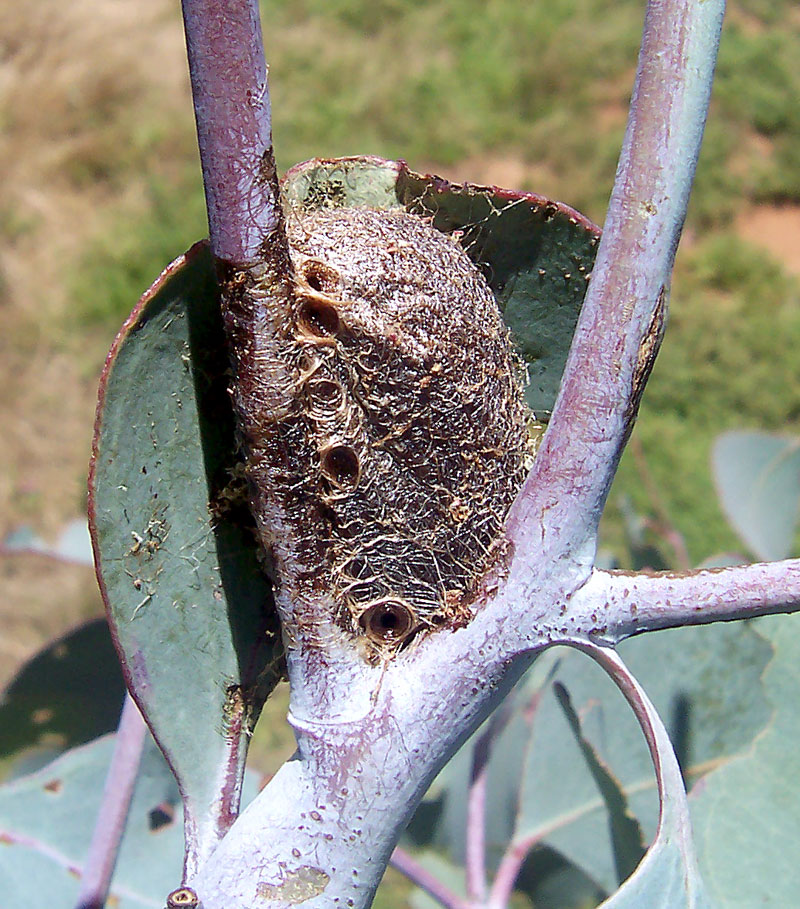
임금 나방의 단단한 갈색 고치

누에나방 고치의 견섬유는 풀어서 견섬유를 수확할 수 있어 이 나방은 모든 나비목 중 가장 경제적으로 중요한 나방이 된다. 누에나방은 유일하게 완전히 가축화된 나비목 곤충이며, 야생에는 존재하지 않는다.
고치 속에서 번데기가 되는 곤충은 고치에서 벗어나야 하며, 번데기가 스스로 고치를 잘라내거나, 때로는 고치 효소라고 불리는 효소를 분비하여 고치를 부드럽게 함으로써 이를 수행한다. 일부 고치는 내부에서 쉽게 찢어질 수 있도록 약한 선이 내장되어 있거나, 한 방향으로만 통과할 수 있는 출구 구멍이 있어 성충 곤충이 번데기 껍질에서 나온 후 탈출을 용이하게 한다.

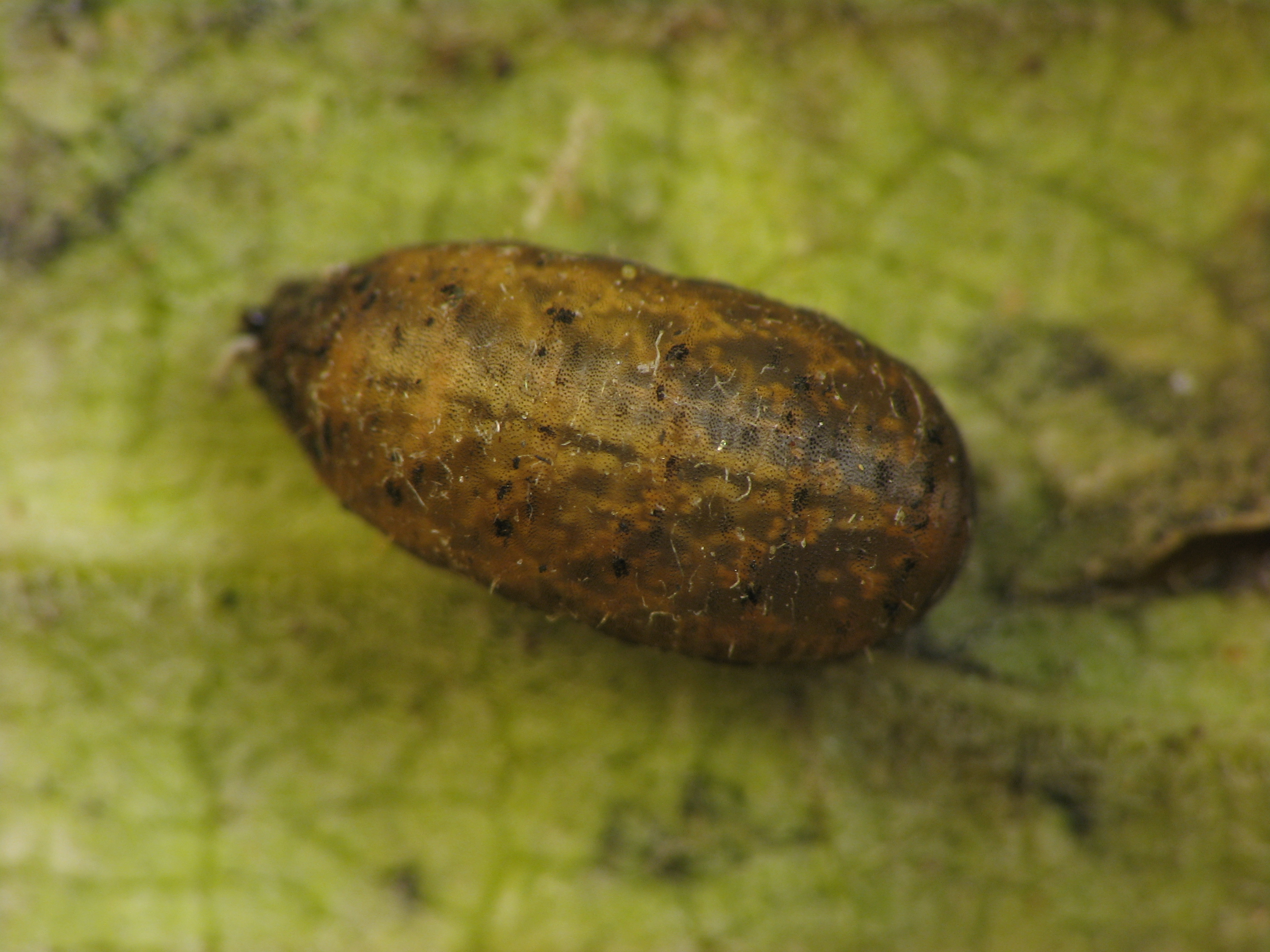
유페오데스 아메리카누스의 번데기집

일부 번데기는 마지막 탈피 유충의 외골격 안에 남아 있으며 이 마지막 유충 "껍질"을 번데기집(복수형, puparia)이라고 한다. 등에상과 파리와 부채벌레목의 구성원, 그리고 노린재목의 가루이과 구성원도 번데기집을 가지고 있다.

## 같이 보기
- 호랑나비